# شبس باستة

شبس باستة.

الشبس باستة أو الشبس باسطة)هي طبق شركسي تقليدي يعتبر من أشهر الأطباق الشركسية. الشبس باستة عماد الولائم الشركسية بالإضافة إلى الحلجوة أو الحلڤة واللقوم. ويعتبر تحضير هذا الطبق امتحاناً لكل ربة بيت شركسية، وهي مطالبة بإعداده على أحسن ما يكون حتى تحظى بلقب ربة بيت ماهرة. ورغم أن المكونات ليست معقدة جداً إلا أن النسب ومدة الطهي تلعب دوراً كبيراً في الحصول على النكهة الدقيقة المطلوبة. ورغم ذلك فيمكن أن تختلف طرق التحضير عن المذكورة أدناه قليلاً، وفيما يلي قائمة بمكوناتها وطريقة مبسطة لتحضيرها.

## المكونات
- كأس أرز قصير[3] [4] [5]
- نصف كأس برغل خشن
- دجاجة مقطعة ومسلوقة
- نصف كأس كبير جوز مفروم فرماً خشناً [6]
- كأس حليب
- ملح وفلفل وفليفلة حمراء ناشفة
- نصف كأس كبير طحين (أسمر قليلاً)
- ملعقة زبدة
- رأس ثوم حجم وسط مدقوق
- ثلاث أرباع كوب ماء

## الباستة
الباستة هي عبارة عن أرز مطبوخ مع البرغل وهي أحد المكونين الأساسيين للطبخة الشبس والباستة بالإضافة إلى لحم الدجاج.
طريقة إعداد الباستة
تحتاج ربة المنزل لنصف كأس من البرغل الخشن مقابل كل كأس من الأرز تقريباً: 
- يغسل الأرز والبرغل، ويوضعان في القدر ثم يضاف عليهما الملح والماء ويتركان على نار هادئة (يجب أن يتماسك الرز مع البرغل، وهو أقرب ما يكون بالرز المعجّن).
- باستخدام ملعقة خشبية كبيرة تسمى (بلاغ) تهرس الباستة جيداً بعد أن تنضج، ثم تكور على شكل كرات أو قطع مستطيلة وتوضح في صينية التقديم.

## الشبس
الشبس هو الحساء المرافق للوجبة، وهو بني اللون يشبه لونه لون شوربة العدس، ويوضع بعد الإعداد في وعاء ثاني بجوار صينية الباستة، ويسكب على الصحن بعد أن توضع فيه قطعة أو قطعتان من الباستة، ثم توضع قطعة أو قطعتان من لحم الدجاج.
طريقة إعداد الشبس
يحمص الطحين بالزبدة على نار هادئة جداً جداً، ستستغرق هذه العملية وقتاً وتتطلب انتباهاً، وهي من أخطر الخطوات في عملية التحضير، فيجب ألا يحترق الطحين أبداً، وعندما يتحول لونه إلى ذهبي غامق، نضعه جانباًعلى صينية حتى يبرد، البعض يقوم بتحضيره في اليوم السابق تجناً لأي أخطاء تؤدي إلى احتراقه أو سخونته الزائدة.
تسلق قطع الدجاج ثم تخلط مرقة الدجاج فقط مع الطحين المحمص على مراحل، (يجب أن يكون الطحين المحمص بارداً لكلي لا تتشكل الكرات)، ثم يوضع على نار هادئة ويستمر التحريك حتى يغلي المزيج، يمكن إضافة المزيد من مرقة الدجاج في حال صار المزيج أسمك من المطلوب، مع الانتباه إلى عدم إضافة أكثر مما يجب فعادة ما تكون كمية الطحين قد نفدت وبالتالي سيصبح المزيد مريقاً أكثر مما يجب.
يوضع الجوز المفروم والثوم المدقوق وقليل من المرقة مع الحليب، وفي حال توفر معلاق الدجاج يضاف أيضاً في الخلاط وتخلط جيداً، يضاف الناتج بعد تصفيته قدر الإمكان إلى الشبس المغلي، ويستمر التحريك حتى يغلي المزيج.
تغطى قطع الدجاج المسلوق بالثوم المدقوق مع الملح، وتوضع في وعاء كبير ثالث بجوار وعاء الشبس وصينية الباستة.
أخيراً...
تحتضر (الداغة) حيث تذوب قطعة من الزبدة أو السمن في المقلاة، ويضاف إليها الفلفل الأحمر، لتوضع على وجه كل صحن بعد السكب.

## التقديم
يوضع الشيبس والباسطة واللحم على المائدة وتوزع الصحون، وعادة لا يترافق تقديم هذه الوجبة مع أي ملحقات، لا لبن ولا سلطة ولا أي مشروبات باستثناء الماء في بعض الأحيان.
توضع قطعة أو اثنتان من الباسطة في الصحن، ثم يسكب فوقها الشبس، ثم تضاف قطع اللحم، ثم يضاف ملء ملعقة طعام من الداغة أو السمن الحار مع الفلفل.